# Orangeville (Canada)
Orangeville è una città canadese situata nel centro-sud dello stato dell'Ontario; è sede della Contea di Dufferin.